# Magdeburger Centurien
Die Magdeburger Centurien (auch Zenturien), erschienen 1559–1574, gelten als erster Versuch einer umfassenden Kirchengeschichte aus Sicht der Reformation.

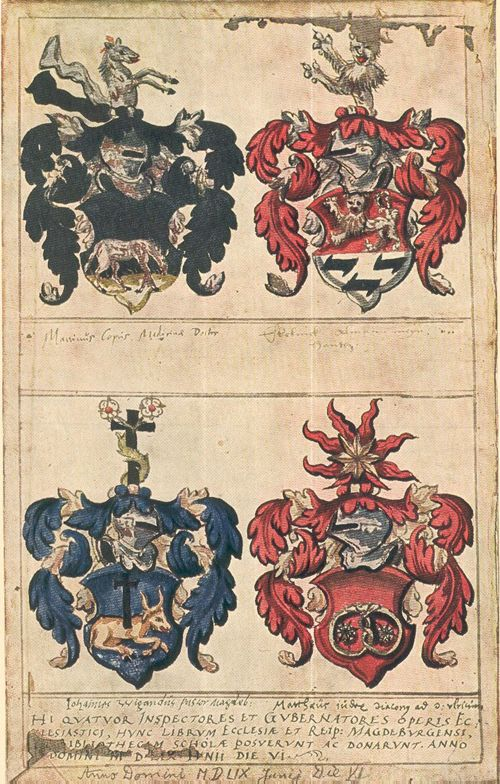
Exlibris der Zenturiatoren im – seit 1945 verlorenen – Widmungsexemplar für die Ratsbibliothek der Stadt Magdeburg

Initiator, aber wohl nicht Autor, war Matthias Flacius (1520–1575). Hauptbearbeiter war Johannes Wigand (1523–1587), späterer evangelischer Bischof von Pomesanien (Preußen) und Autor botanischer Studien. Beide waren Prediger an der St.-Ulrich-und-Levin-Kirche in Magdeburg, in deren Räumlichkeiten viele der Arbeiten stattfanden. Bei den ersten Bänden wurde Wigand von einer Gruppe Gelehrter unterstützt, die sich wie er in Magdeburg aufhielten, darunter vor allem Matthias Richter gen. Judex. Als Verleger fungierte der Basler Humanist Johannes Oporinus. Wegen der arbeitsteiligen Organisation spricht man auch von den Verfassern als Zenturiatoren.
Ziel der Darstellung war es, die lutherische Lehre als Wiederherstellung des wahren Glaubens und der Urkirche darzustellen und dementsprechend das Papsttum und seine Kirchenorganisation als Irrweg zu entlarven. Dies geschah jedoch auf der Grundlage umfassender Quellenkritik. So wurden unter anderem die unter dem Namen Pseudo-Isidor verbreiteten Canones, die unmittelbar in das Decretum Gratiani, also das katholische Kirchenrecht, einflossen, als Fälschung entlarvt.
Die Magdeburger Centurien legten erstmals einem historischen Werk eine Einteilung nach Jahrhunderten zugrunde. Sie schöpften aus dem Wissen ihrer Zeit (insbesondere Bartolomeo Platina und Albert Krantz), aber auch aus bis dahin ungedruckten Manuskripten, die von eifrigen Zuträgern in ganz Europa gesucht und für die Zenturiatoren abgeschrieben wurden. Eine erschöpfende Würdigung des Gesamtwerkes fehlt.

## Ausgaben
- Ecclesiastica Historia integram ecclesiae Christi ideam quantum ad locum, propagationem, persecutionem, tranquillit., doctrin., haereses, ceremonias, gubernationem, schismata, synodos, personas, miracula, martyria, religiones extra ecclesiam : singulari diligentia et fide ex vetustissimis et optimis historicis, patribus et aliis scriptoribus congesta per aliquot studiosos et pios viros in urbe [Hrsg.: Matthias Flacius, Johann Wigand, Mattheus Judix, Martin Köppe]. Basileae: Oporinus 1559–1574.[1]
- Heinz Scheible (Hrsg.): Die Anfänge der reformatorischen Geschichtsschreibung : Melanchthon, Sleidan, Flacius und die Magdeburger Zenturien (= Texte zur Kirchen- und Theologiegeschichte; 2). Mohn, Gütersloh 1966 (Auswahl).